# Karancskeszi
Karancskeszi es un pueblo ubicado en el condado de Nógrád, Hungría.

## Superficie
Posee una superficie de 31,68 kilómetros cuadrados.

## Demografía
Hasta 2021 la población era de 1693 habitantes, con una densidad de población de 53,44 habitantes por kilómetro cuadrado.